# Madeline (Californie)
Pour les articles homonymes, voir Madeline.
Madeline est une census-designated place du comté de Lassen, dans l'État de Californie, aux États-Unis. En 2020, elle compte une population de 21 habitants.